# Carl von Essen (militär)
Carl Magnus von Essen, född den 18 oktober 1873 i Hömbs församling, Skaraborgs län, död där den 2 juni 1960, var en svensk friherre och militär. Han var son till Fredrik von Essen och gift med Ruth von Essen.
von Essen blev underlöjtnant vid Livgardet till häst 1895, löjtnant där 1899 och ryttmästare 1911. Han blev adjutant hos kungen 1914 och överadjutant 1922. von Essen befordrades till major vid Livgardet till häst och chef för Skånska husarregementets detachement i Uppsala 1918, till överstelöjtnant vid Livregementets dragoner 1921 och till överste och sekundchef för Livgardet till häst 1922. Han överfördes på övergångsstat 1928 och beviljades avsked 1933. von Essen blev kabinettskammarherre 1927. Han ägde och bebodde Kavlås. von Essen blev riddare av Svärdsorden 1916, kommendör av andra klassen av samma orden 1925 och kommendör av första klassen 1928.